# Wainwright (Alasca)
Wainwright é uma cidade localizada no estado americano de Alasca, no Distrito de North Slope.

## Demografia
Segundo o censo americano de 2000, a sua população era de 546 habitantes.
Em 2006, foi estimada uma população de 485, um decréscimo de 61 (-11.2%).

## Geografia
De acordo com o United States Census Bureau, a localidade tem uma área de 110,0 km², dos quais 45,5 km² cobertos por terra e 64,5 km² cobertos por água.

## Localidades na vizinhança
O diagrama seguinte representa as localidades num raio de 152 km ao redor de Wainwright.